# Гагарин (Смоленская область)
Гага́рин (до 1968 года Гжатск) — город в Смоленской области России. Административный центр Гагаринского района и входящего в него Гагаринского городского поселения.
Площадь города — 14,46 км², население — 25 374 чел. (2024 год).
Город расположен на реке Гжати (бассейн Волги) в южной части Гжатско-Вазузской низины, в 180 км к западу от Москвы и в 239 км к северо-востоку от Смоленска.

## Физико-географическая характеристика

### Географическое положение
Город расположен на равнинной местности в долине реки Гжать, притока Вазузы.

### Экология
В июне 2020 года введен в эксплуатацию пост экологического мониторинга атмосферного воздуха АСПК-2. Основная цель установки поста — предотвращение загрязнения воздуха, а также контроль выбросов веществ промышленных предприятий в районе, в том числе, деревообрабатывающего завода OOO «ЭГГЕР Древпродукт Гагарин».
Данные можно смотреть на сайте администрации и на информационном табло на Красной площади города.

## Герб города
В серебряном поле на лазоревых (голубых, синих) волнах червленая (красная) барка, нагруженная золотыми мешками. В вольной части герб Смоленской области. Щит увенчан муниципальной короной установленного образца. Девиз «Родина первого космонавта» начертан червлеными (красными) буквами на серебряной ленте.

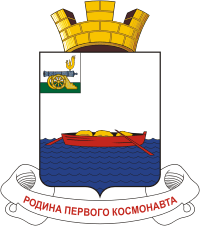
Современный герб города (8 декабря 2006 года)
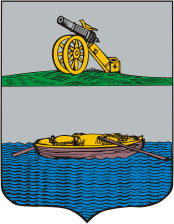
Герб Гжатска (1780 год)

## История

Гжатск был переименован в Гагарин 23 апреля 1968 года

Название города происходит от гидронима Гжать балтийского происхождения, от gùžas ‘аист’.
В 1703 году по указанию Петра I основана как пристань на реке Гжати (называлось Гжатской пристанью).
Год 1703… Наконец, по исправлении всего, Великий Государь возвратился в Москву; и в сем же году неусыпным попечением Его Величества построена в Сестребеке оружейная и литейная фабрика, и на реке Гжати пристань, с коей бы удобно было грузиться барками, следующим к Петербургу, которую в сем же году и населил Монарх зажиточными купцами, переведя оных из Можайска, Вереи, Боровска, Калуги и других ближних к оной городов.
В 1719 году первый караван барок доставил продовольствие в Санкт-Петербург. С тех пор Пётр I повелел считать Гжатскую пристань житницей Петербурга. С середины XVIII века — Гжатская слобода; в 1776 году по указу Екатерины II она была преобразована в уездный город Гжатск и получила герб: «нагруженную хлебом и готовую к отправлению баржу в серебряном поле в знак того, что при сем городе — славная хлебная пристань».
Город сформировался на пересечении водного и сухопутных путей — Московского (с востока на запад) и Смоленского (с юга параллельно реке). По регулярному плану 1773 года получил форму треугольника, одна сторона которого была вытянута параллельно реке Гжать, другая — параллельно дороге на Москву, основание треугольника соединяло обе стороны. Город был обнесён валом, внутри которого прямоугольной сеткой располагались улицы. Недалеко от Гжатска в селе Царёво-Займище 29 августа 1812 года М. И. Кутузов принял командование русской армией. В день вступления наполеоновской армии ночью город загорелся и горел несколько дней. Под Гжатском начал действовать партизанский отряд Дениса Давыдова. Русская армия вновь вступила в город 2 ноября 1812 года. В городе уцелело не более 90 строений. При восстановлении города в 1817 году была, в основном, сохранена прежняя регулярная планировка.
В середине 1905 года в гжатском селе Ново-Покровском во время многолюдной ярмарки прошли демонстранты с красным флагом. 31 октября (13 ноября) 1917 года в Гжатске и уезде провозглашена Советская власть. Через год вспыхнуло антибольшевистское восстание, которое, несмотря на яростное сопротивление, было жестоко подавлено. В июне 1919 года был организован Союз Коммунистической Молодёжи.
До Великой Отечественной войны в городе работали льнозавод, лесопилка, кирпичный завод, вальцовая мельница, хлебокомбинат, ткацкая фабрика, электростанция и артели. В 1935 году открыт звуковой кинотеатр. Действовали районный клуб, библиотека, Дом учителя.

### Годы Великой Отечественной войны
9 октября 1941 года город был оккупирован немецкими войсками. После окончания боевых действий из 1600 зданий города осталось 300, немцами были взорваны, сожжены и разрушены городская электростанция, водопровод, больница, сельскохозяйственный техникум, два общежития техникума, дом учителя, детские ясли, детский дом, кинотеатр, городской клуб, клуб Красной Армии, пекарня, баня, завод промысловой кооперации "Металлист", дом инвалидов, районная ветлечебница, здание райвоенкомата и другие государственные организации и учреждения. Церкви были превращены в конюшни и склады, в дальнейшем Казанская церковь (XVII—XVIII века) и Предтеченская церковь были взорваны, в Благовещенской церкви была устроена бойня для рогатого скота. Колодцы при отступлении были отравлены и заминированы. 6 марта 1943 года войсками 5-й армии Западного Фронта в ходе Ржевско-Вяземской операции город был освобождён.

### Переименование
23 апреля 1968 года Указом Президиума Верховного Совета РСФСР г. Гжатск переименован в г. Гагарин в честь Ю. А. Гагарина, родившегося 9 марта 1934 года в деревне Клушино Гжатского района и погибшего 27 марта 1968 года.

### Современный период (с 1992 года)

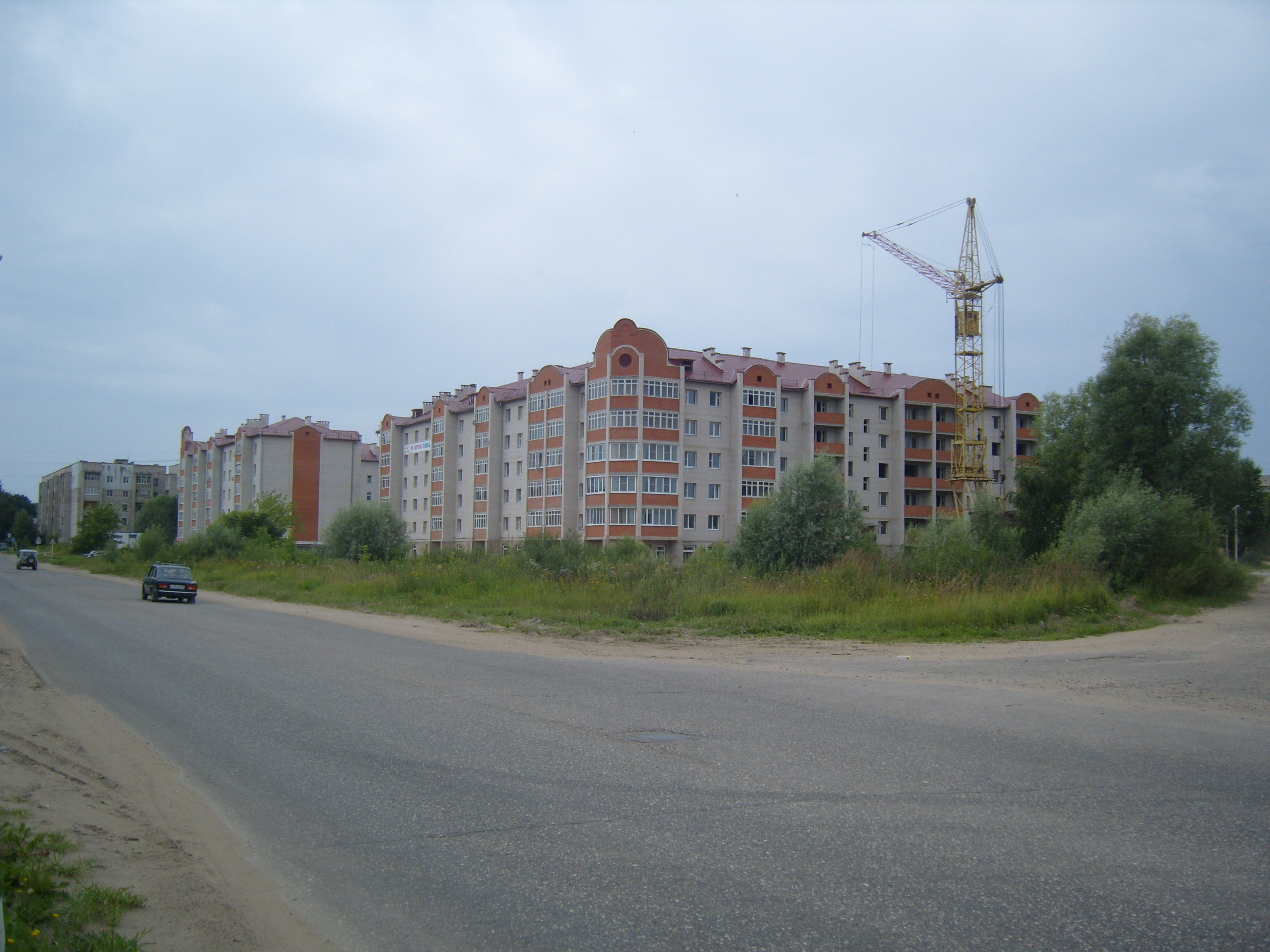
Новостройки по улице Строителей

С распадом СССР и изменением политико-экономической ситуации в стране новые веяния и проблемы коснулись Гагарина. Крупнейшие промышленные предприятия оказались на грани банкротства («Динамик» и др.). Город из преимущественно промышленного центра переквалифицировался на другие сферы экономики.
С середины 1990-х годов в городе началось бурное развитие торговли, сферы услуг, строительной и пищевой промышленности. Облик города меняется до неузнаваемости. Несмотря на ветшание старого жилого фонда окраин, в центральной части растут крупные торговые и офисные центры, жилые дома.
С 2001—2002 годов город постепенно выходит из экономического кризиса 1990-х, в сфере торговли появляются крупнейшие торговые федеральные сети. Частный бизнес активно вкладывает деньги в сферу услуг и развлечений. Новые инвесторы частично реанимируют промышленность. Возобновляется выпуск шин, дизелей, форсунок, патронов, механических прессов и др.

## Население
| 1856    | 1897    | 1913    | 1931    | 1939    | 1959    | 1970    | 1979    | 1989    | 1992    | 1996    | 1998    |
| ------- | ------- | ------- | ------- | ------- | ------- | ------- | ------- | ------- | ------- | ------- | ------- |
| 3800    | ↗6300   | ↗10 500 | ↘6300   | ↗12 085 | ↘9906   | ↗15 715 | ↗20 812 | ↗28 867 | ↗29 900 | ↗31 700 | ↘31 500 |
| 2000    | 2001    | 2002    | 2003    | 2005    | 2006    | 2007    | 2008    | 2009    | 2010    | 2011    | 2012    |
| ↘30 700 | ↘30 200 | ↘28 789 | ↗28 800 | ↘27 800 | ↘27 400 | ↘27 000 | ↘26 500 | ↘26 100 | ↗31 721 | ↘31 700 | ↘31 256 |
| 2013    | 2014    | 2015    | 2016    | 2017    | 2018    | 2019    | 2020    | 2021    | 2024    |         |         |
| ↘30 673 | ↘30 230 | ↘29 916 | ↘29 476 | ↘29 285 | ↘29 041 | ↘28 797 | ↗28 866 | ↘26 500 | ↘25 374 |         |         |

На 1 января 2025 года по численности населения город находился на 562-м месте из 1124 городов Российской Федерации.
Национальный состав
По итогам переписи населения 2020 года проживали следующие национальности (национальности менее 0,1 % и другое, см. в сноске к строке «Другие»):
| Национальность | Численность, чел. | Доля     |
| -------------- | ----------------- | -------- |
| Русские        | 22 996            | 86,78 %  |
| Армяне         | 508               | 1,92 %   |
| Украинцы       | 155               | 0,58 %   |
| Таджики        | 148               | 0,56 %   |
| Белорусы       | 126               | 0,48 %   |
| Цыгане         | 120               | 0,45 %   |
| Узбеки         | 57                | 0,22 %   |
| Татары         | 52                | 0,20 %   |
| Азербайджанцы  | 38                | 0,14 %   |
| Другие         | 2300              | 8,67 %   |
| Итого          | 26 500            | 100,00 % |

## Экономика
- OOO «ЭГГЕР Древпродукт Гагарин»

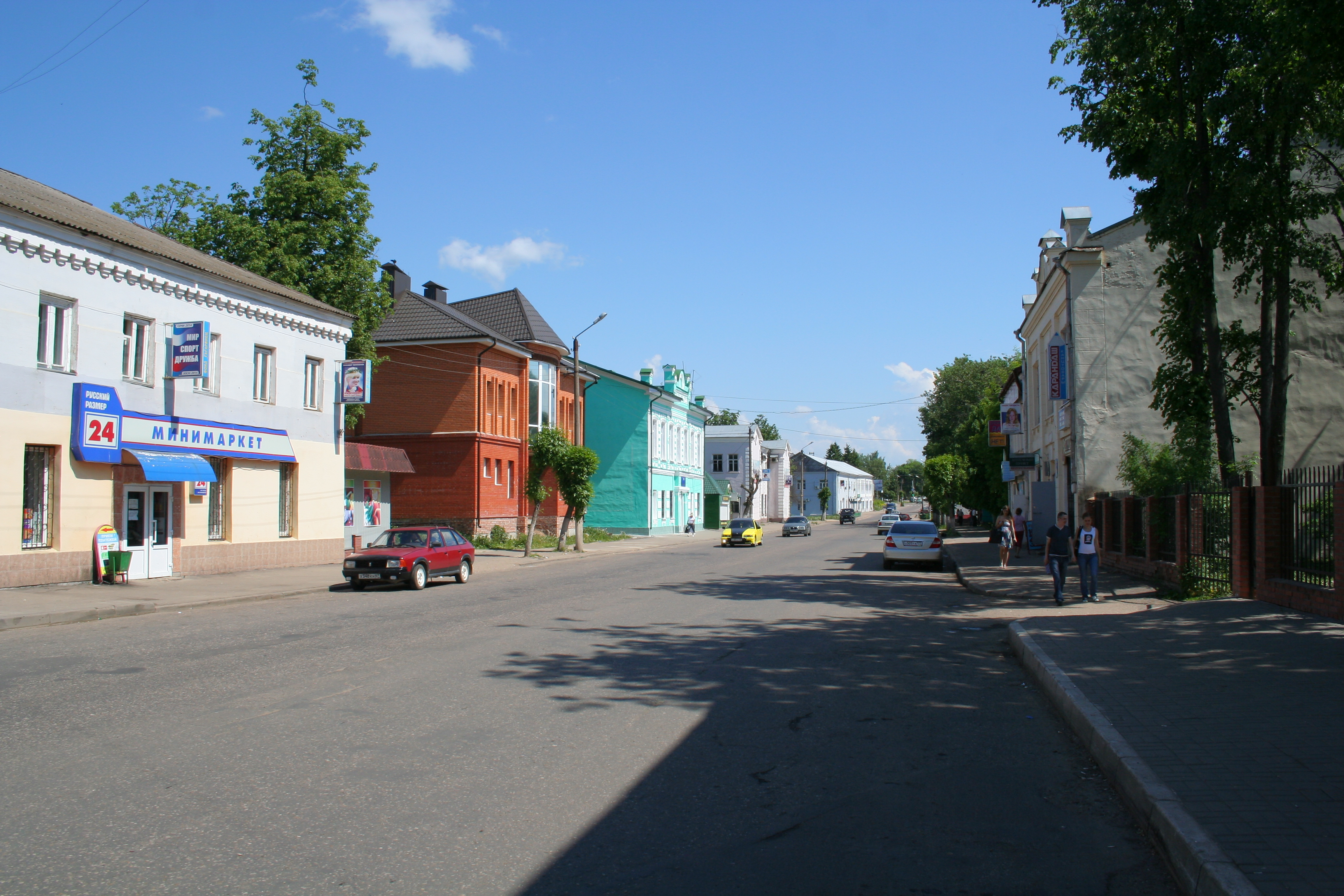
Улица Ленина

- ООО «Гагарин-Останкино» - мясоперерабатывающие предприятие
- ОАО Гагаринский Светотехнический завод
- ООО «Гагаринский шинный завод Эдеско» (утилизация и переработка РТИ)[34]
- ООО Фирма «Индустрия»
- ТОО «Гагаринская швейная фабрика»
- ООО «ЛЕО» — производство детской одежды и колясок
- ОАО «Гагаринский машиностроительный завод»
- ЗАО «Гагаринский молочно-консервный завод»
- Крафтовая пивоварня «XP Brew».

## Транспорт

### Автомобильный
В 7 км от города проходит Федеральная автомобильная дорога М1 «Беларусь» (Минское шоссе).

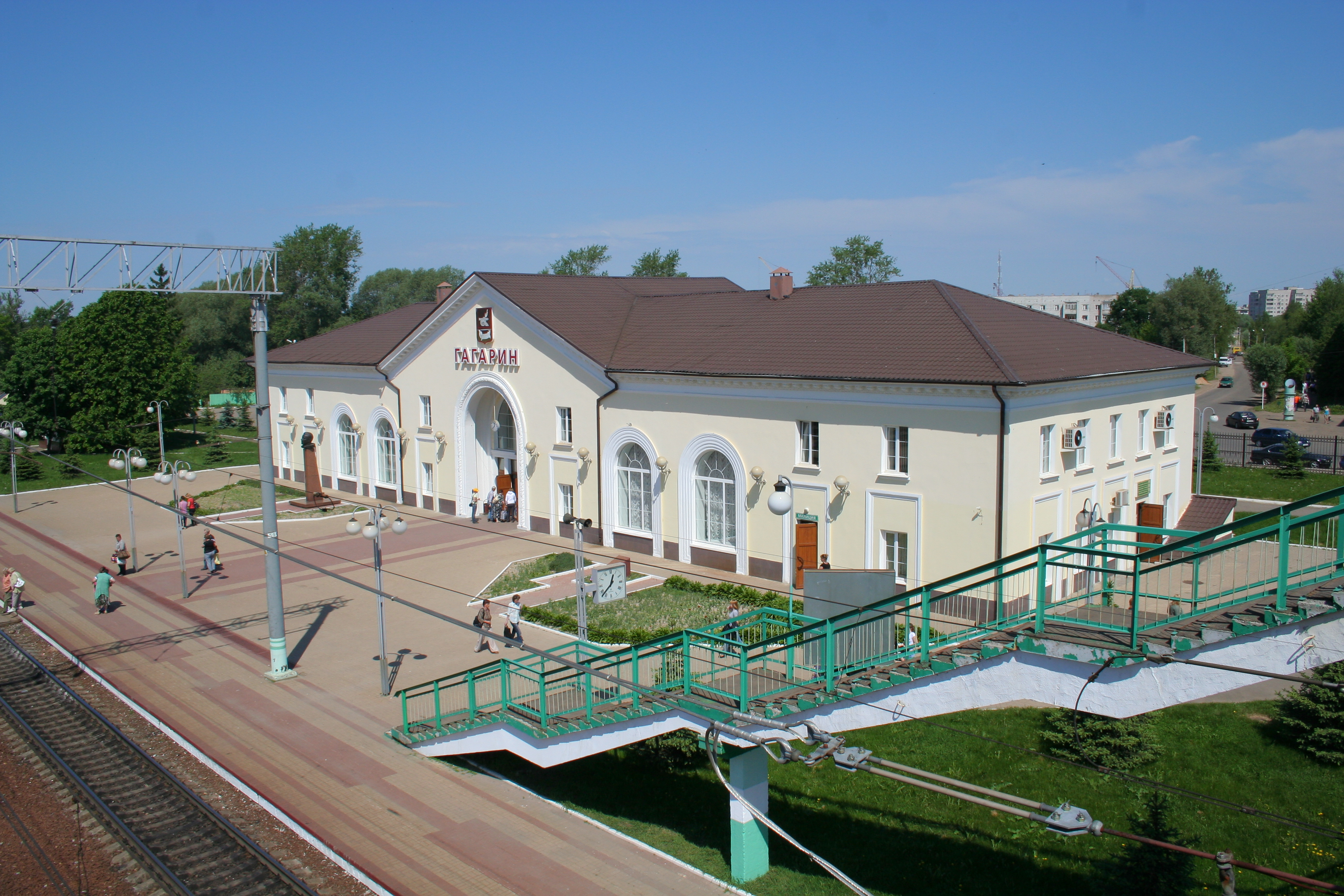
Вокзал

### Железнодорожный
С востока на запад в южной части города проходит железнодорожная линия Смоленского направления МЖД. На территории города находится одноимённая железнодорожная станция. Поезда отправляются в двух направлениях: на Можайск и на Вязьму.

### Общественный
Общественный транспорт города представлен автобусами Isuzu-Богдан. Пригородные автобусы отправляются с автовокзала. Автобусное сообщение развито с крупными населёнными пунктами района, а также Вязьмой, Новодугино, Сычёвкой, Тёмкино, Смоленском. Пригородные маршруты обслуживаются автобусами Isuzu-Богдан.

## СМИ
- Газета городской администрации «Гжатский вестник». Тираж 800 экз.
- Газета «Орбита плюс — регион» общественно-рекламная. Тираж 6 000 экз.

## Радиостанции
FM
- 95,3 МГц - «Радио Вера»
- 98,9 МГц - «Радио Ваня»
- 100,4 МГц - «Радио Дача»
- 101,0 МГц - «Love Radio»
- 103,9 МГц - «Радио России» / «ГТРК Смоленск»
- 107,5 МГц - «Радио для двоих»

## Телевидение
- Кабельное телевидение и телеканал «Орбита плюс»

## Учебные заведения

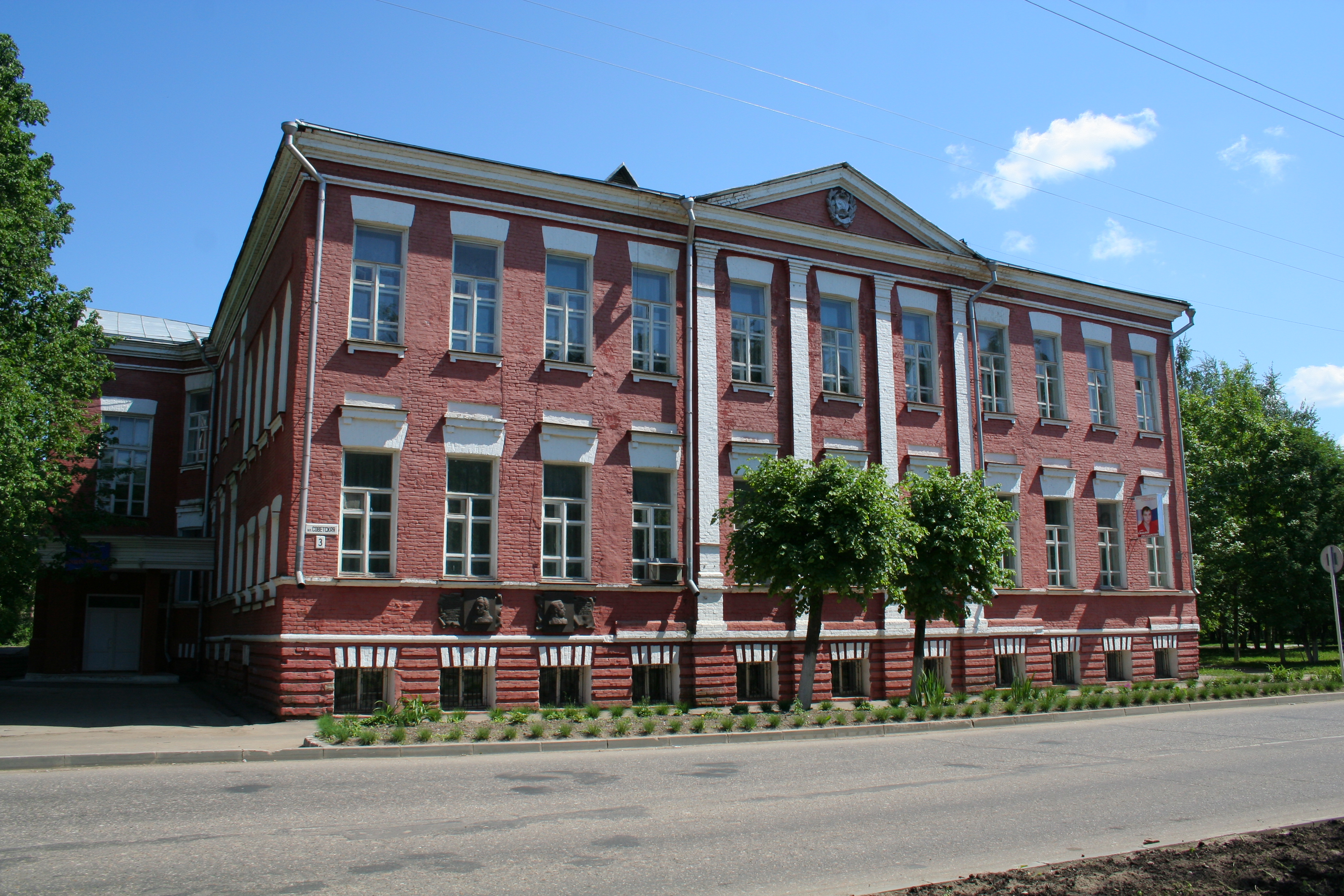
Дом творчества, раньше, в 1812 году в этом доме останавливался М. И. Кутузов

- Гагаринский многопрофильный колледж
- Средняя школа № 1 имени Ю. А. Гагарина
- Средняя школа № 2 имени Е. В. Камышева
- Средняя школа № 3 имени Ленинского комсомола
- Средняя школа № 4 имени космонавта А. А. Леонова
- Специальная школа-интернат
- Музыкальная школа имени И.Д. Кобзона
- Художественная школа

## Культура
Музыка
- Народный театр

Кинотеатры

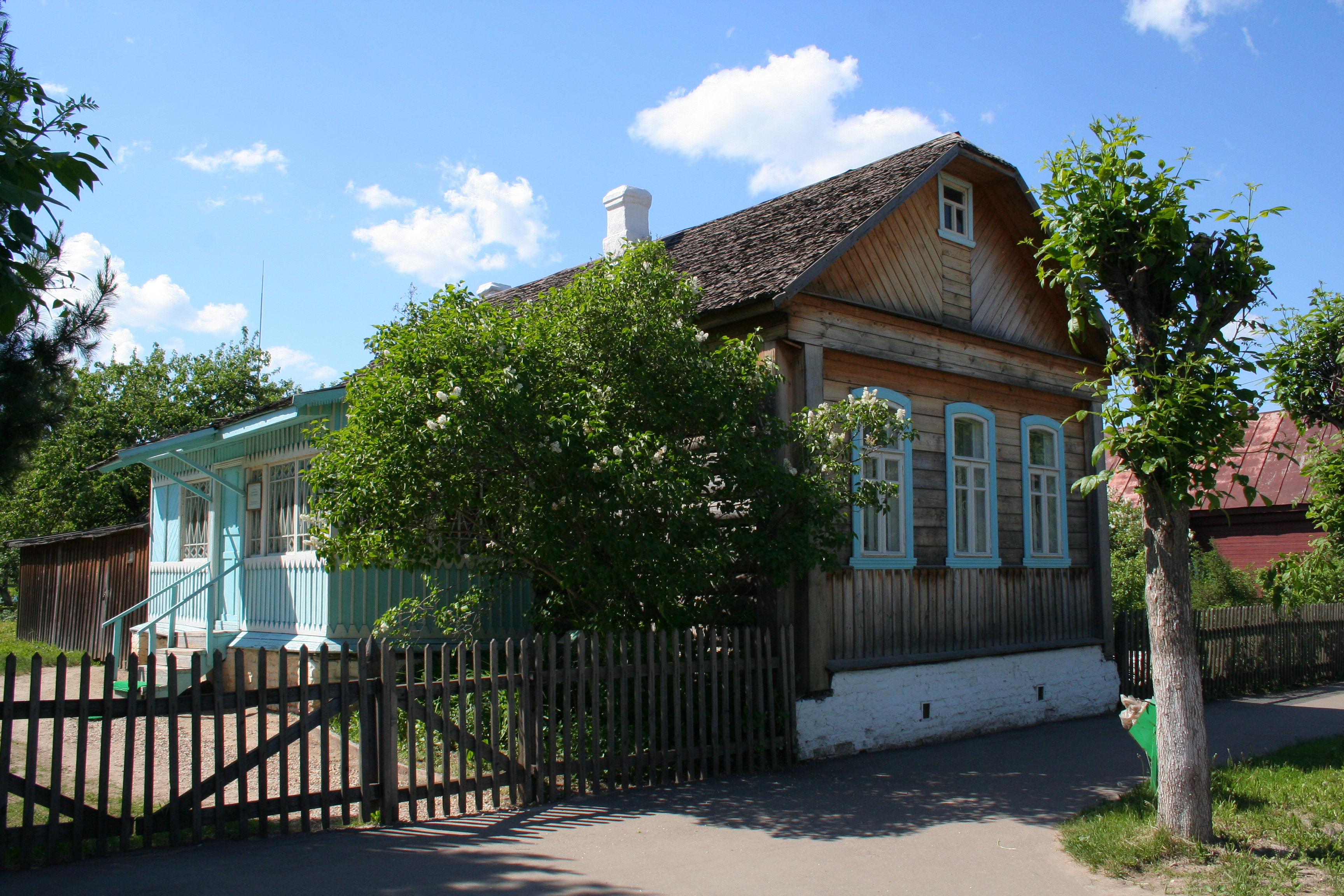
Дом-музей Гагарина

- «Космос» (1 зал на 145 мест). Закрыто с января 2019 года, в связи с нерентабельностью. Снова открыт в конце 2023 года после реконструкции.

Музеи
- Объединённый мемориальный музей Ю. А. Гагарина
- Музей первого полёта
- Историко-краеведческий музей

Дома культуры
- МБУК МКДЦ «Комсомолец»
- МКУКиД «Гагаринский городской дом культуры»

## Достопримечательности
- Благовещенский собор (1897—1900)

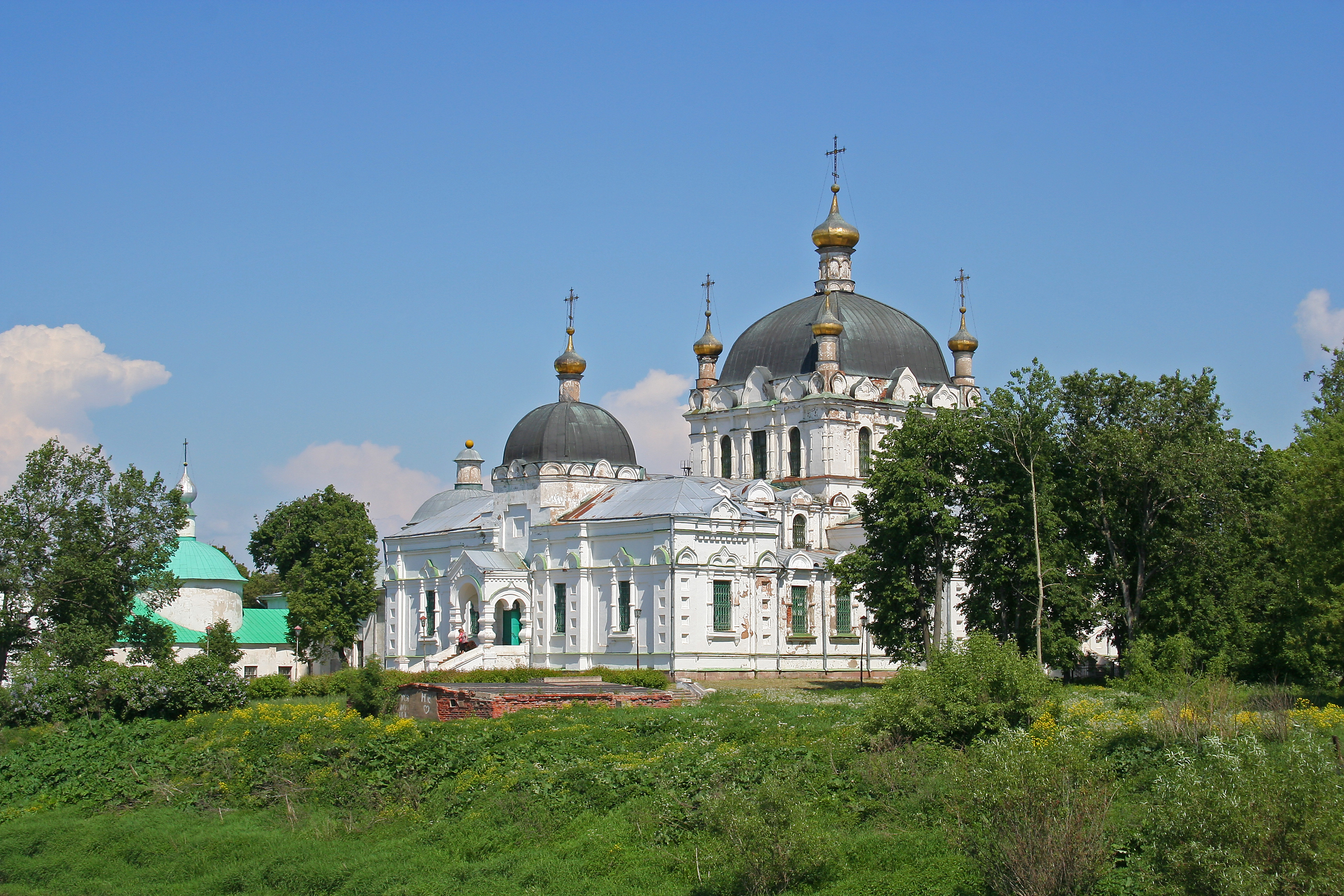
Благовещенский собор

- Церковь Скорбящей Божьей Матери (Марии Египетской) (1753)
- Церковь Казанской иконы Божией Матери (1734—1737)
- Церковь Тихвинской иконы Божией Матери (1841)
- Вознесенская церковь (1791)
- Памятник Юрию Гагарину (1974)

## Названы в честь города
Гжатская улица.
Причём старое название сохранилось, несмотря на переименование города. До 1984 — улица Жданова.

## Города-побратимы
- Ратинген, Германия, 1998 год
- Можайск, Россия, 2001 год
- Борисов, Белоруссия
- Крупки, Белоруссия
- Солнечногорск, Россия

## Фотографии

город Гагарин
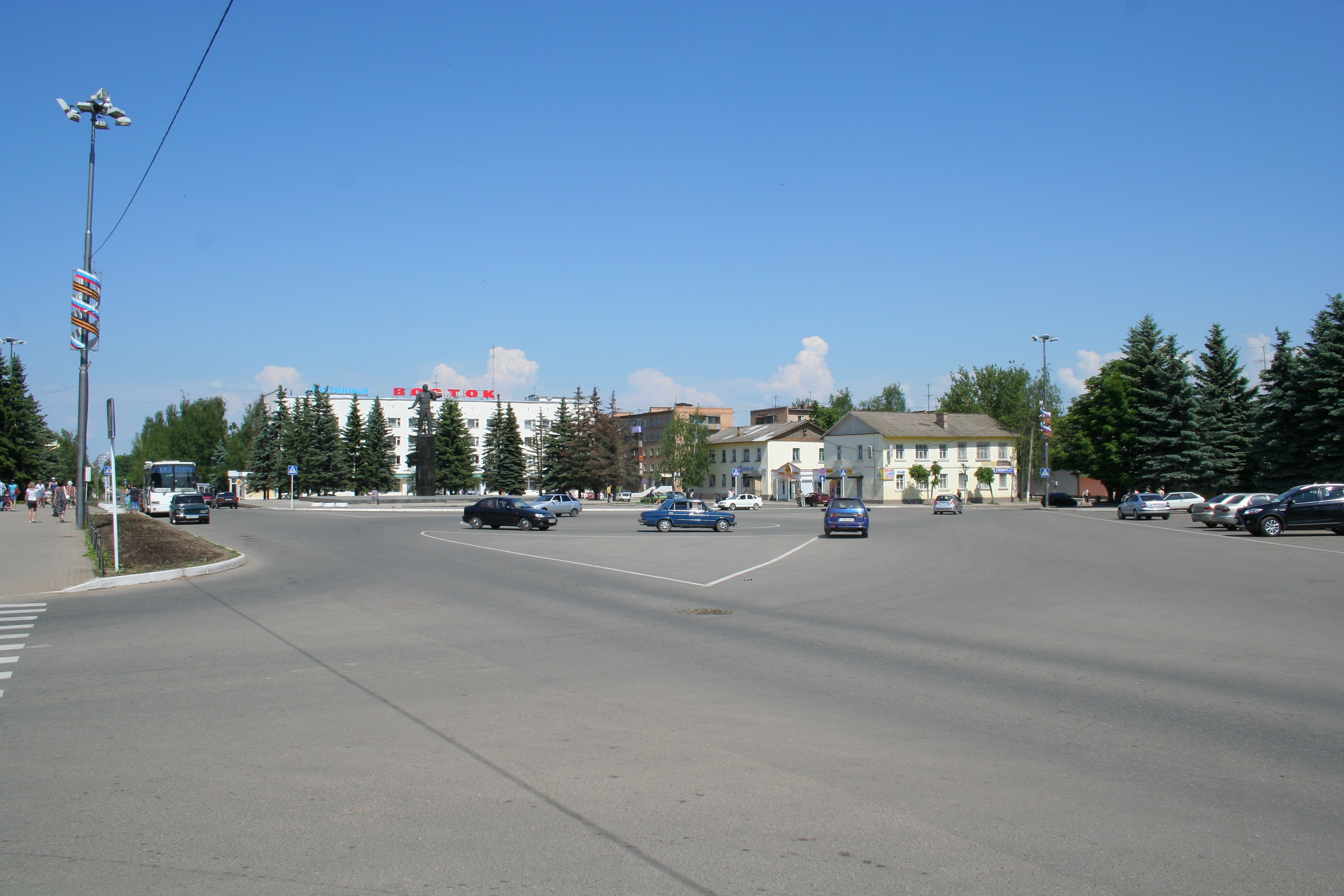
Центральная площадь города
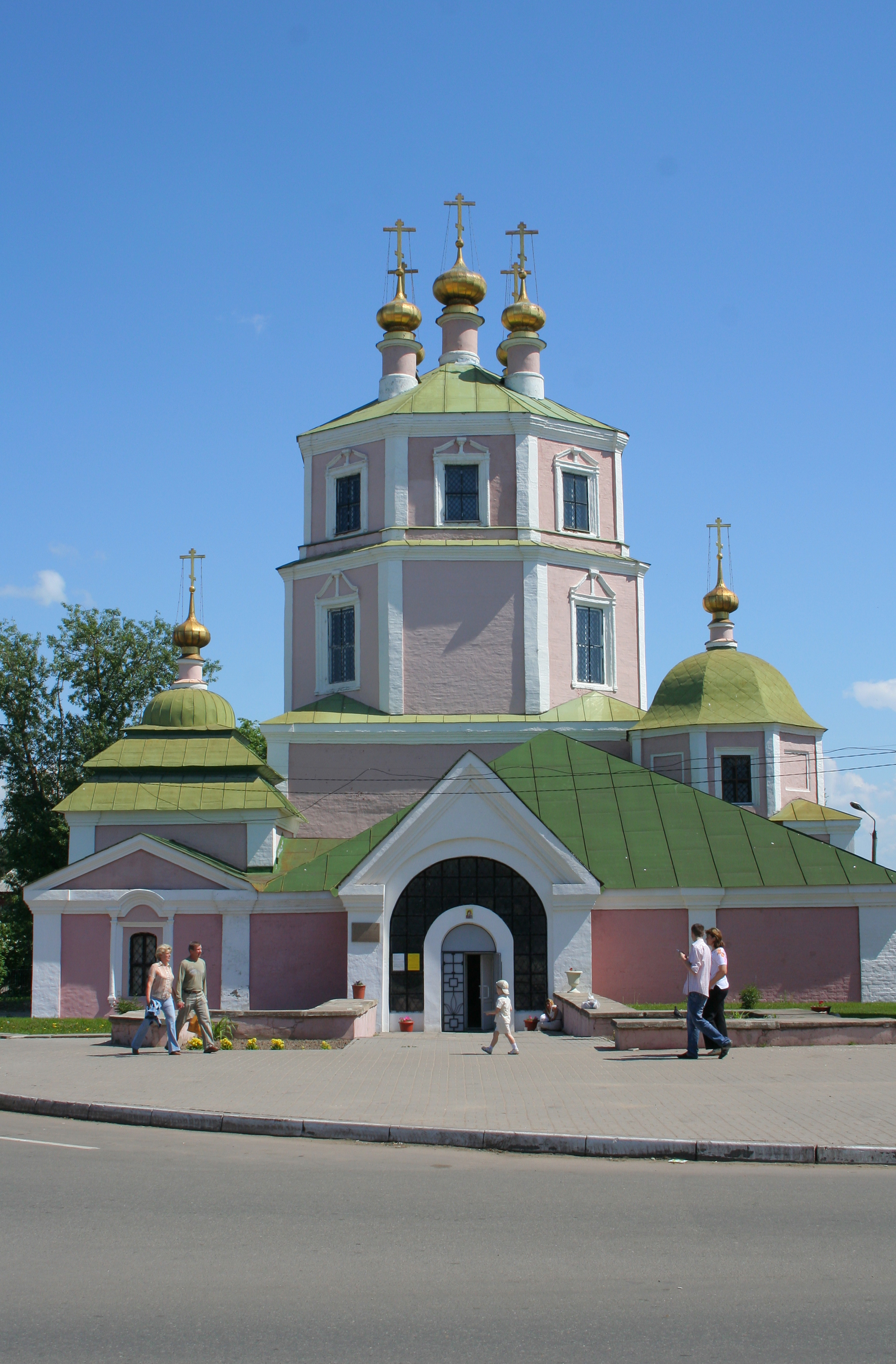
Казанская церковь
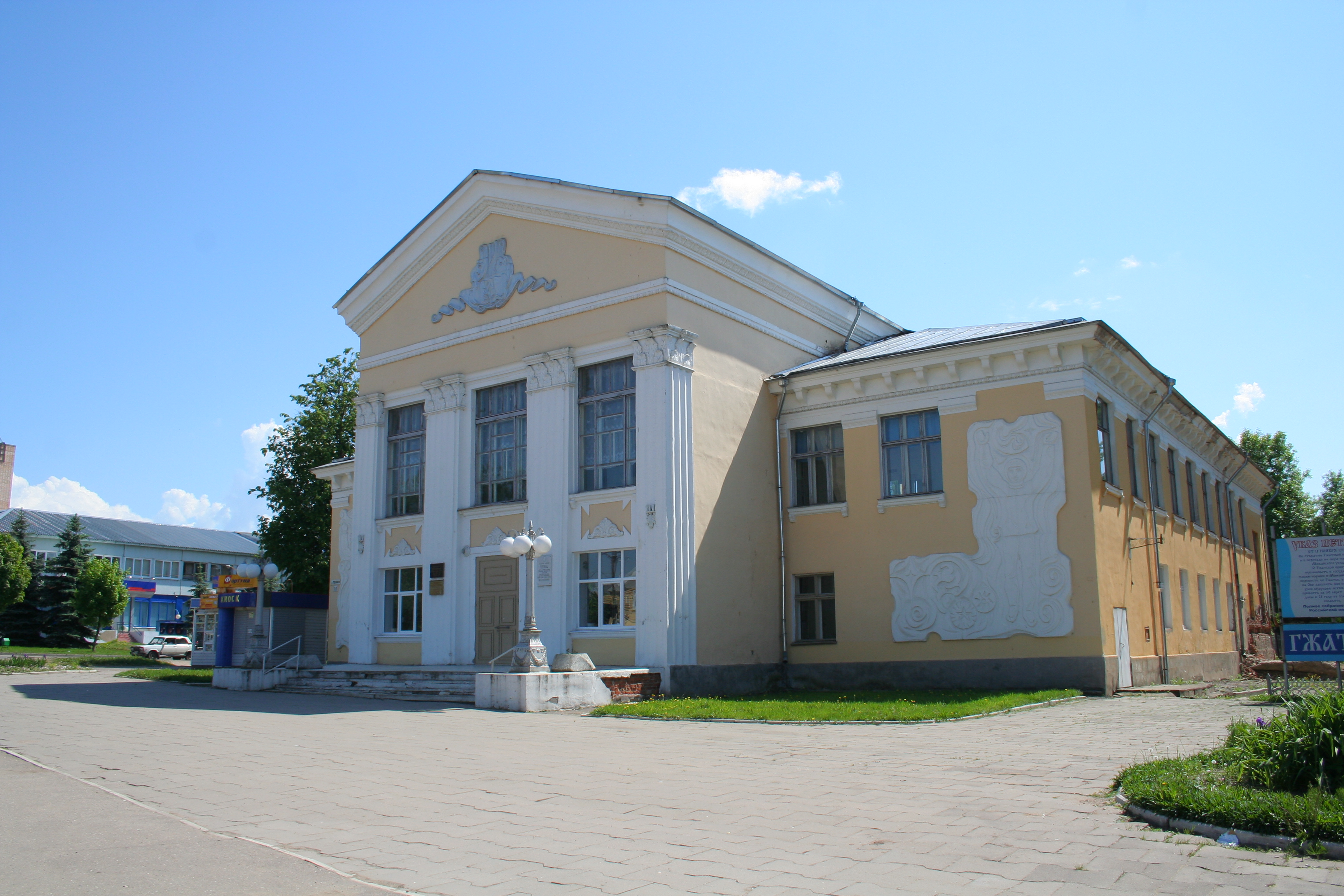
Народный театр и музыкальная школа
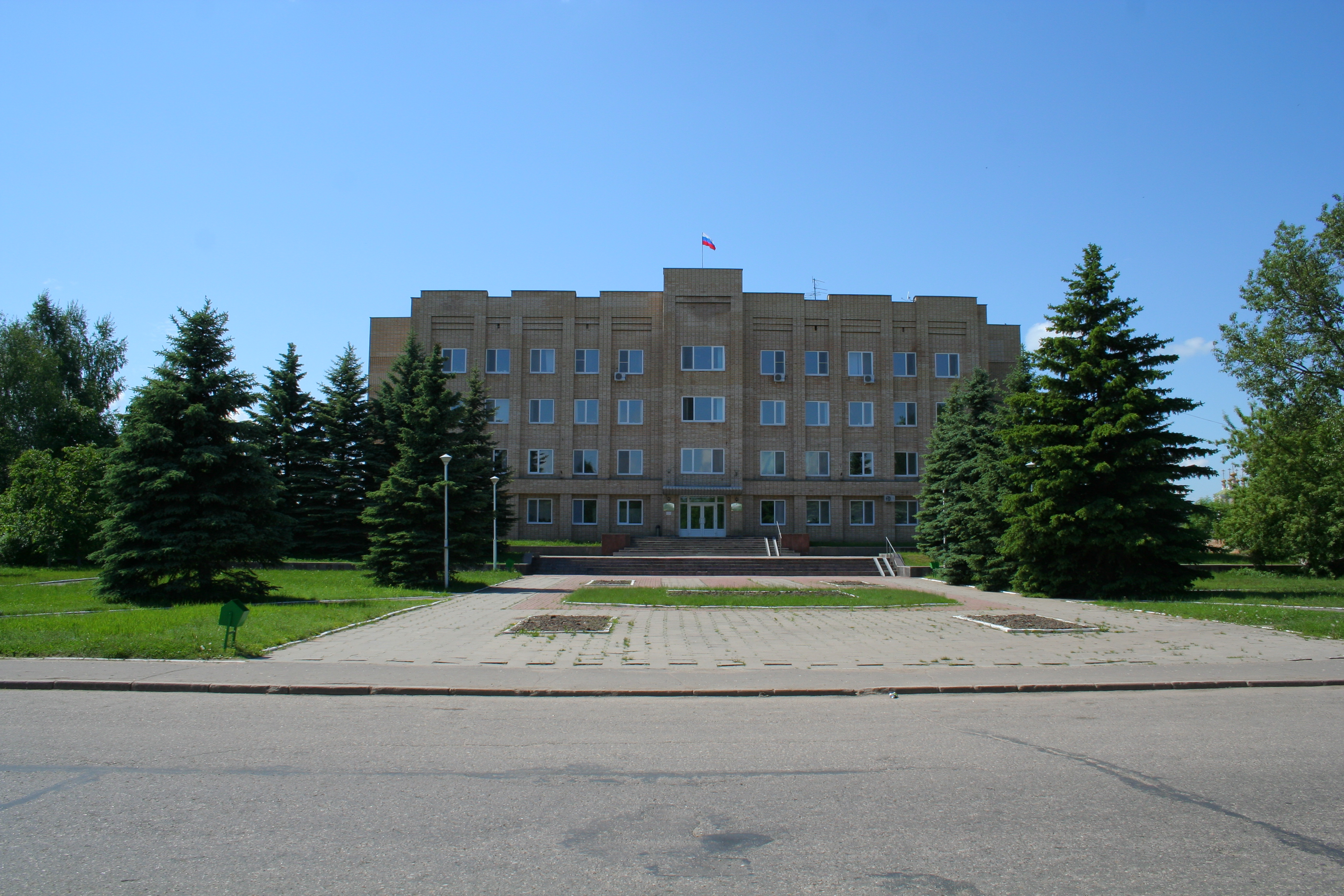
Здание районной администрации
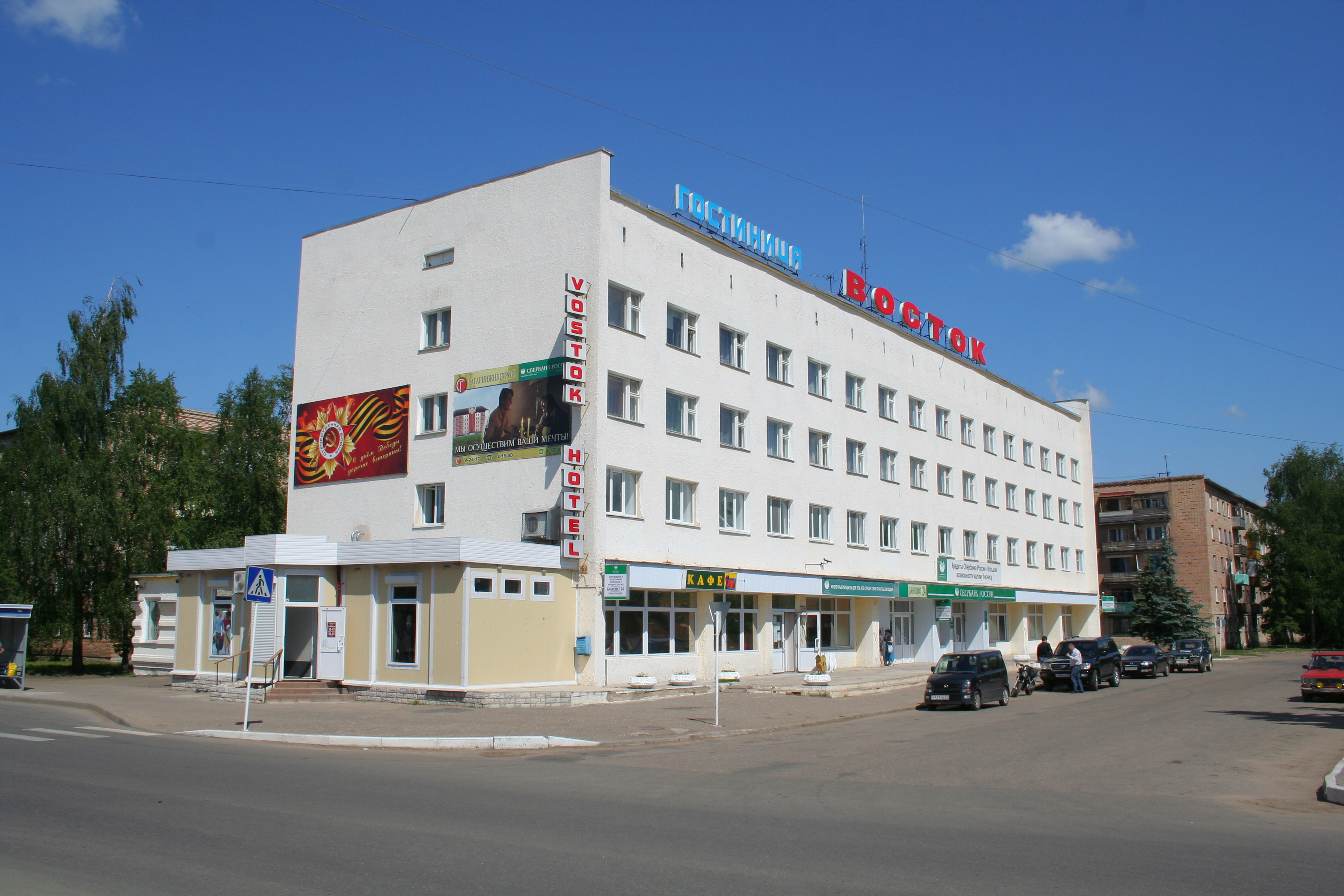
Гостиница «Восток»
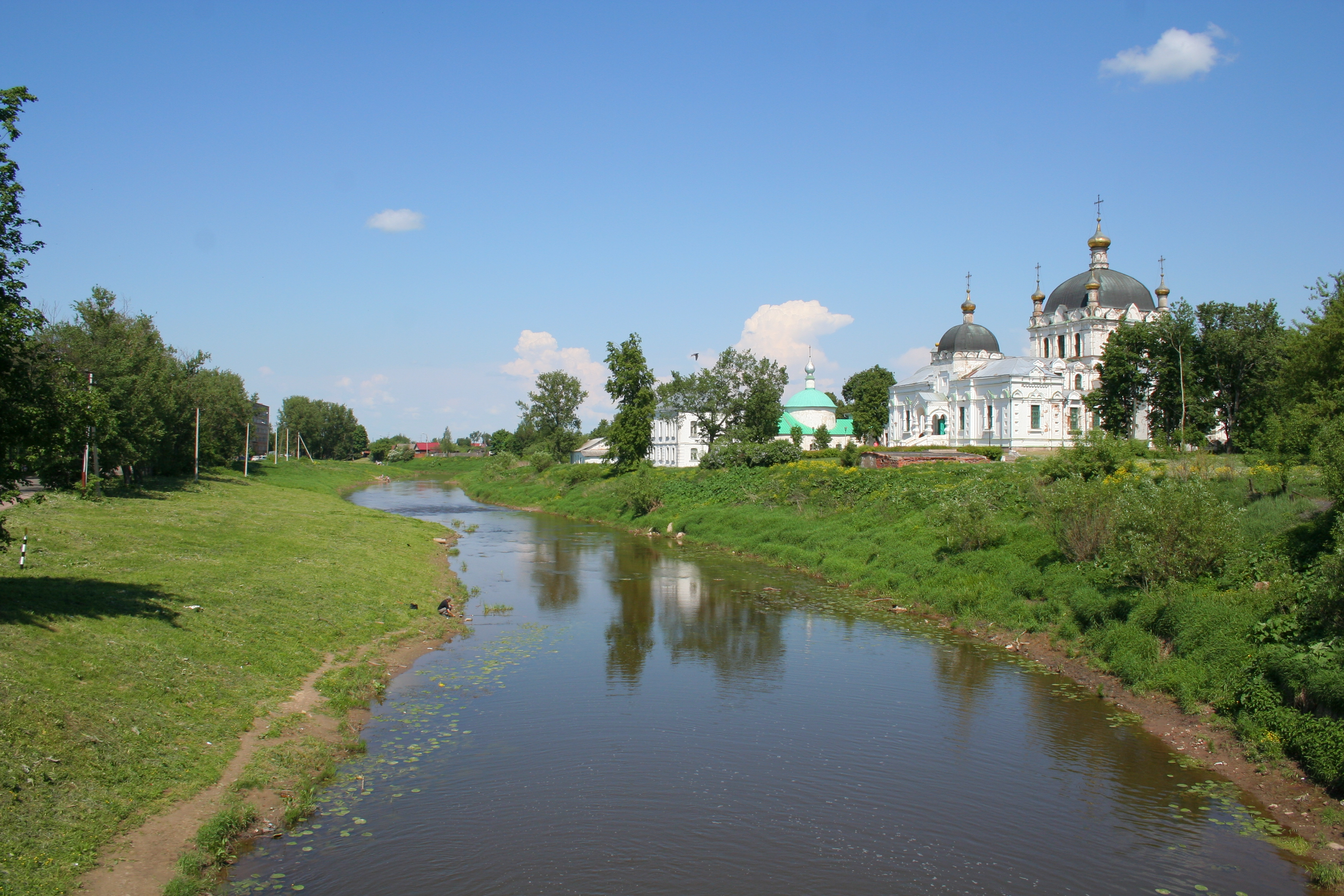
Река Гжать, Благовещенский собор и Тихвинская церковь
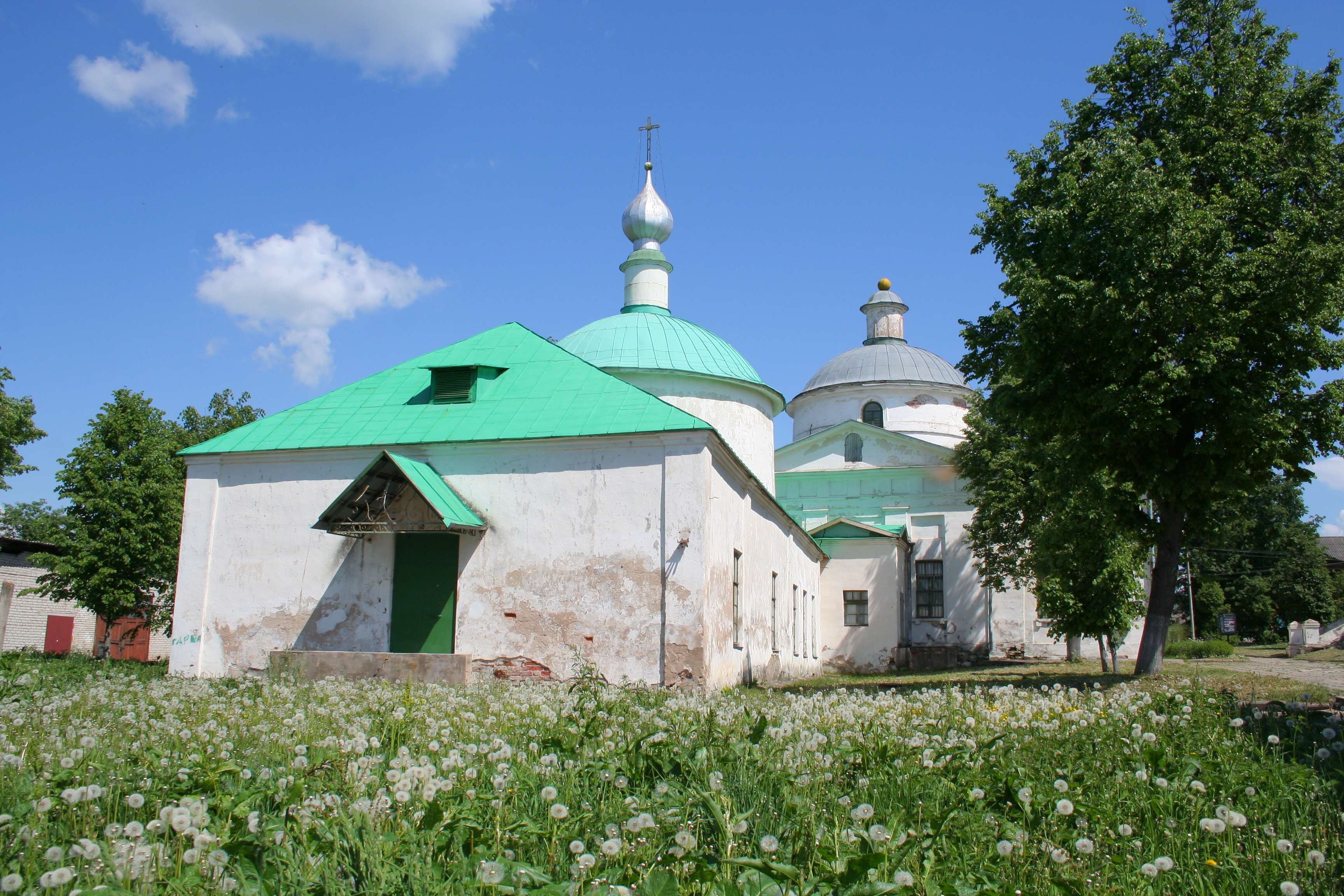
Тихвинская церковь (ранее в ней размещалась художественная галерея краеведческого музея)
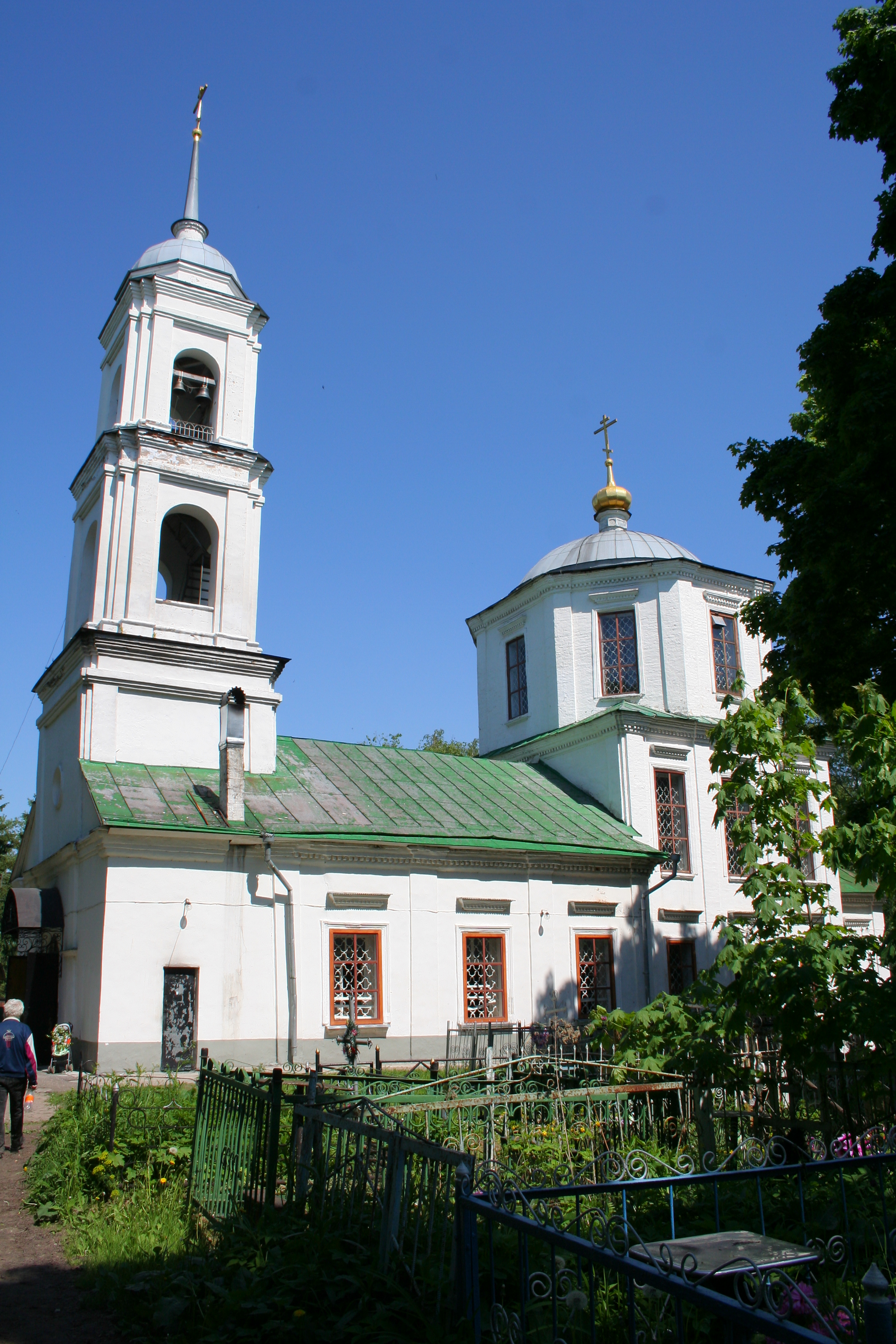
Церковь Вознесения
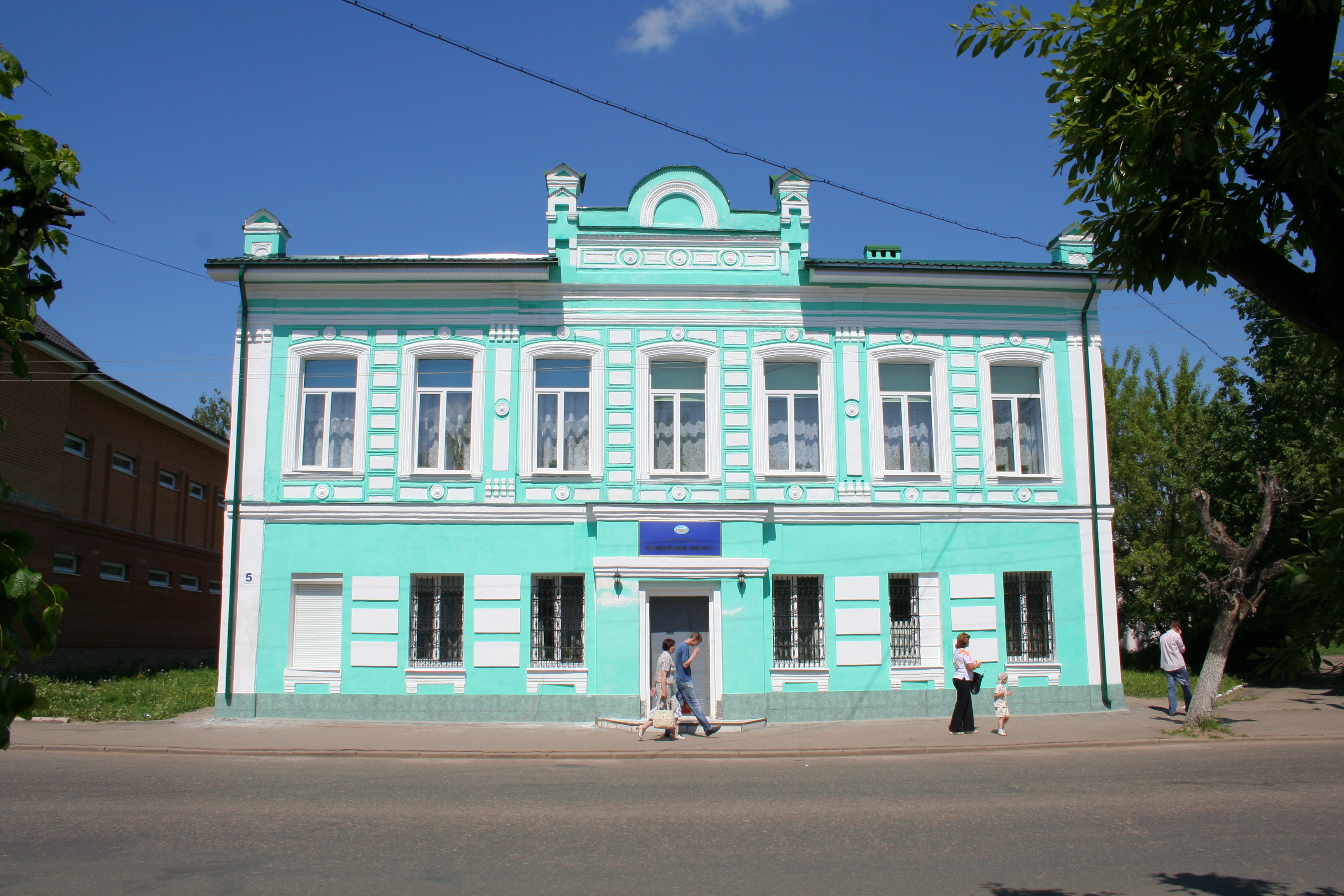
Старый особняк; ныне филиал Российского нового университета